# Коле ла Гвардија I (Латина)
Коле ла Гвардија I је насеље у Италији у округу Латина, региону Лацио.
Према процени из 2011. у насељу је живело 208 становника. Насеље се налази на надморској висини од 39 м.